# 런던 광역권

런던과 주변 지역의 지도. 런던 도심으로 이어지는 주요 도로와 철도망을 표시해 놓았으며, 시가지는 회색으로 표시하였다.

런던 광역권 (London metropolitan area)은 영국 런던의 대도시권이다. 광역권이라고는 하지만 그 정의와 범위에 있어서 여러 가지가 존재하는데, 런던의 통근 권역 (Travel to work area)을 기준으로 삼은 것이 대표적이다. 런던 광역권은 일반적으로 런던의 도시권과 그 인프라를 누리는 주변 도시, 런던으로 출퇴근할 수 있는 지역을 아우른다. 런던 통근 벨트 (London commuter belt), 잉글랜드 남동부를 아우른다 하여 사우스이스트 광역권 (Southeast metropolitan area)이라고도 부른다.
영국이 유럽 연합 회원국이었던 시절인 2019년 9월 기준, 런던 광역권의 인구는 14,372,596명으로, 유럽 연합 내에서 가장 인구가 많은 대도시권으로 집계됐다. 브렉시트를 감안한 시점에서 유럽 전체로 따지면 러시아 모스크바 대도시권에 이어 2위를 차지한다.

## 범위
런던 광역권의 범위는 어느 하나로 확정되어 있는 것이 아니며, 런던 도심으로부터 교통망이 확대되고 정책에 걸맞는 주택 개발이 진행됨에 따라 확대될 수 있다. 오늘날 런던 광역권의 범위는 잉글랜드 남동부 지방 대부분은 물론, 동부 지방까지 일부 포함하고 있으며, 런던을 둘러싼 이른바 홈 카운티스, 즉 허트퍼드셔주, 버킹엄셔주, 버크셔주, 서리주, 켄트주, 에식스주가 여기에 해당된다. 기준에 따라 햄프셔주, 웨스트서식스주, 이스트서식스주, 베드퍼드셔주가 들어가기도 한다.
광역 그린벨트 이내를 범위로 삼는다면 그에 해당되는 그레이터런던과 주변 지역의 총인구수는 2011년 기준으로 18,868,800명이다. 이 지역 내의 미개발지는 그린벨트로 지정되었거나 농지, 공원 등이 차지하고 있으며 서리주 대부분 지역, 버크셔주 동부, 버킹엄셔주 남부, 허트퍼드셔주 남부와 중부, 베드퍼드셔주 남부, 에식스주 남서부, 켄트주 서부가 해당된다. 자연절경지역 (AONB)으로 지정된 보존구역으로는 크게 칠턴힐스, 서리힐스, 노스다운 세 곳이 있으며, 이들 모두 통근권역 내에 들어가 있기 때문에, 통근권역을 기준으로 한 런던 광역권은 자연절경지역도 포괄하는 셈이다.

## 같이 보기
- 런던의 지리
- 그레이터런던
- 그레이터런던 도시권